# Olympische Sommerspiele 1980/Leichtathletik – 50 km Gehen (Männer)

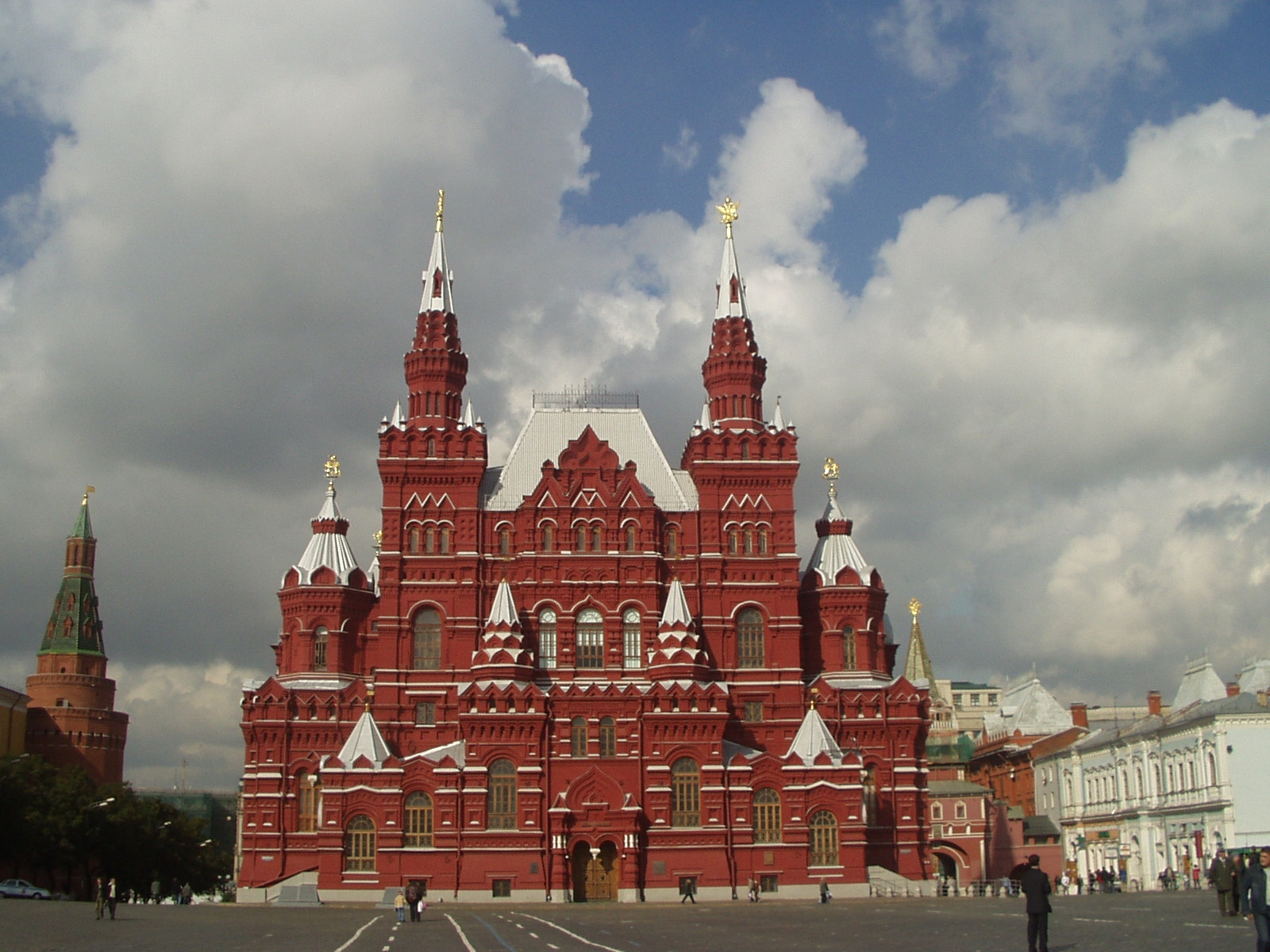
Das Staatliche Historische Museum am Roten Platz in Moskau

Das 50-km-Gehen der Männer bei den Olympischen Spielen 1980 in Moskau wurde am 30. Juli 1980 ausgetragen. Start und Ziel war das Olympiastadion Luschniki. 29 Athleten nahmen teil, von denen fünfzehn das Ziel erreichten.
Die Disziplin war bei den Spielen 1976 in Montreal nicht ausgetragen worden und kam nun wieder ins olympische Programm.
Olympiasieger wurde Hartwig Gauder aus der DDR. Er gewann vor dem Spanier Jorge Llopart und Jewgeni Iwtschenko aus der Sowjetunion.
Neben dem Olympiasieger gingen für die DDR zudem Uwe Dünkel und Dietmar Meisch an den Start. Beide wurden disqualifiziert.

Geher aus der Schweiz, Österreich und Liechtenstein nahmen nicht teil. Athleten aus der Bundesrepublik Deutschland waren wegen des Olympiaboykotts ebenfalls nicht dabei.

## Bestleistungen / Rekorde
Weltrekorde wurden im Straßengehen außer bei Meisterschaften und Olympischen Spielen wegen der unterschiedlichen Streckenbeschaffenheiten nicht geführt.

### Bestehende Bestleistungen / Rekorde
| Weltbestzeit       | 3:41:20 h   | Raúl González ( Mexiko)            | Poděbrady, Tschechoslowakei (heute Tschechien) | 11. Juni 1978     |
| Olympischer Rekord | 3:56:11,6 h | Bernd Kannenberg ( BR Deutschland) | OS München, BR Deutschland                     | 3. September 1972 |

### Rekordverbesserung
Olympiasieger Hartwig Gauder aus der DDR verbesserte den bestehenden olympischen Rekord im Wettbewerb am 30. Juli um 6:47,6 min auf 3:49:24 h. Die Weltbestleistung verfehlte er um 8:04 min.

## Endergebnis und Wettkampfverlauf

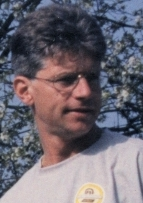
Olympiasieger Hartwig Gauder (Foto: 1994)

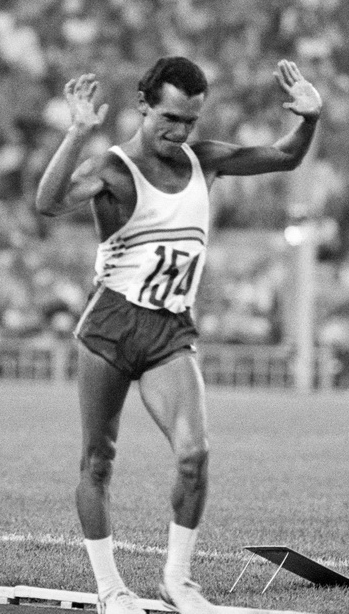
Zielankunft für Jorge Llopart, Gewinner der Silbermedaille

Datum: 30. Juli 1980, 17.00 Uhr Ortszeit (UTC+3)
| Platz | Name                  | Nation           | Zeit      | Anmerkung |
| ----- | --------------------- | ---------------- | --------- | --------- |
| 1     | Hartwig Gauder        | DDR              | 3:49:24 h | OR        |
| 2     | Jorge Llopart         | Spanien          | 3:51:25 h |           |
| 3     | Jewgeni Iwtschenko    | Sowjetunion      | 3:56,32 h |           |
| 4     | Bengt Simonsen        | Schweden         | 3:57:08 h |           |
| 5     | Wjatscheslaw Fursow   | Sowjetunion      | 3:58:32 h |           |
| 6     | José Marín            | Spanien          | 4:03:08 h |           |
| 7     | Stanisław Rola        | Polen            | 4:07:07 h |           |
| 8     | Willi Sawall          | Australien       | 4:08:25 h |           |
| 9     | László Sátor          | Ungarn           | 4:10:53 h |           |
| 10    | Pavol Blažek          | Tschechoslowakei | 4:16:26 h |           |
| 11    | Ian Richards          | Großbritannien   | 4:22:57 h |           |
| 12    | Aristidis Karageorgos | Griechenland     | 4:24:36 h |           |
| 13    | Juraj Benčík          | Tschechoslowakei | 4:27:39 h |           |
| 14    | Enrique Peña          | Kolumbien        | 4:29:27 h |           |
| 15    | Ernesto Alfaro        | Kolumbien        | 4:46:28 h |           |
| DNF   | Daniel Bautista       | Mexiko           |           |           |
| DNF   | Martín Bermúdez       | Mexiko           |           |           |
| DNF   | Bohdan Bułakowski     | Polen            |           |           |
| DNF   | Raúl González         | Mexiko           |           |           |
| DNF   | Bo Gustafsson         | Schweden         |           |           |
| DNF   | Gérard Lelièvre       | Frankreich       |           |           |
| DNF   | Reima Salonen         | Finnland         |           |           |
| DNF   | David Smith           | Australien       |           |           |
| DSQ   | Uwe Dünkel            | DDR              |           |           |
| DSQ   | Borys Jakowlew        | Sowjetunion      |           |           |
| DSQ   | Dietmar Meisch        | DDR              |           |           |
| DSQ   | Jaromír Vaňous        | Tschechoslowakei |           |           |

Wie über 20 Kilometer gehörten die mexikanischen Geher auf der 50-km-Distanz zu den Topfavoriten. Raúl González hatte Bernd Kannenbergs Weltbestleistung 1978 zweimal verbessert. Bei seiner letzten Bestzeit war González mehr als zehn Minuten schneller als Kannenberg 1972. Auch Daniel Bautista musste ernst genommen werden, obwohl er mehr die 20-km-Distanz bevorzugte. Sein Landsmann Martín Bermúdez wurde nicht ganz so stark eingeschätzt. Darüber hinaus es gab weitere Anwärter auf vordere Platzierungen, dazu gehörten der spanische Europameister von 1978 Jorge Llopart, die immer hoch einzuschätzenden sowjetischen Geher und auch Hartwig Gauder aus der DDR, der in den letzten beiden Jahren mehr und mehr von den kürzeren 20 Kilometern auf die längere Gehstrecke gewechselt war.
González und Gauder hatten sich im Wettkampf auf den ersten zwanzig Kilometern vom Rest des Feldes abgesetzt. Gauder ließ dann von Kilometer dreißig an den Mexikaner immer weiter hinter sich. González gab bald darauf entkräftet auf. Hartwig Gauder erreichte das Ziel mit über zwei Minuten Vorsprung auf Jorge Llopart. Diese beiden gewannen Gold und Silber. Weitere fünf Minuten hinter Llopart kam der sowjetische Geher Jewgeni Iwtschenko ins Ziel und errang damit die Bronzemedaille. Die nächsten Plätze belegten der Schwede Bengt Simonsen, Wjatscheslaw Fursow, UdSSR, und der Spanier José Marín. Hartwig Gauder verbesserte bei seinem Olympiasieg Bernd Kannenbergs olympischen Rekord um etwas weniger als sieben Minuten.
Jorge Llopart war der erste spanische Medaillengewinner bei olympischen Gehwettbewerben.

Mit 42 Jahren war Jewgeni Iwtschenko der älteste Teilnehmer im Feld und zählte zu den ältesten Medaillengewinnern in der olympischen Leichtathletik überhaupt.

## Video
- Juegos Olímpicos Moscú 1980, 50km marcha, youtube.com, abgerufen am 30. Dezember 2017